# Berchtesgaden
Berchtesgaden (phát âm tiếng Đức: [ˈbɛʁçtəsˌɡaːdən]) là một thị xã của Đức thuộc huyện Berchtesgadener Land bang Bayern, nằm gần biên giới với Áo, khoảng 30 km về phía Nam của Salzburg và nằm về phía Đông Nam của München với khoảng cách 180 km. Phía Nam của thị xã là Công viên quốc gia Berchtesgaden National Park nằm dài theo 3 thung lũng song song với nhau.
Nói tới Berchtesgaden người ta thường nhắc tới ngọn núi Watzmann, với chiều cao 2713 km, là ngọn núi cao thứ ba của Đức sau Zugspitze and Hochwanner, cũng như hồ Königssee (5,2 km²), đẹp nổi tiếng vì nằm dài giữa 2 dãy núi.

## Địa lý
Thị xã này là một vùng đồi núi, cũng gồm có những làng sau đây: Am Etzerschlößl, Anzenbach, Hintergern, Metzenleiten, Mitterbach, Oberau, Obergern, Obersalzberg, Resten, Unterau, Untersalzberg I, Untersalzberg II và Vordergern.
Berchtesgaden được bao quanh bởi vùng núi Berchtesgadener Alpen cũng như về phía Đông, Nam và Tây Nam bởi bang Salzburg. Thị xã này cùng với những xã lân cận như Bischofswiesen, Schönau am Königsee, Marktschellenberg và Ramsau chung lại thường được gọi là lòng chảo thung lũng Berchtesgaden (Berchtesgadener Talkessel).
Tại Berchtesgaden hai con sông Königsseer Ache từ Schönau am Königssee và Ramsauer Ache từ Ramsau hợp lại thành sông Berchtesgadener Ache. Con sông này chạy dọc theo đường quốc lộ B 305 hướng Đông Bắc tới Marktschellenberg và từ đó chạy vào sông Salzach khúc gần Salzburg.
Xã này nằm về phía Nam của Bad Reichenhall cách khoảng km, 24 km tới Salzburg, nằm phía Đông Nam cách München 150 km và 200 km Đông Bắc của Innsbruck.
Berchtesgaden cũng là nơi quản lý Công viên quốc gia Nationalpark Berchtesgaden.

## Hình ảnh

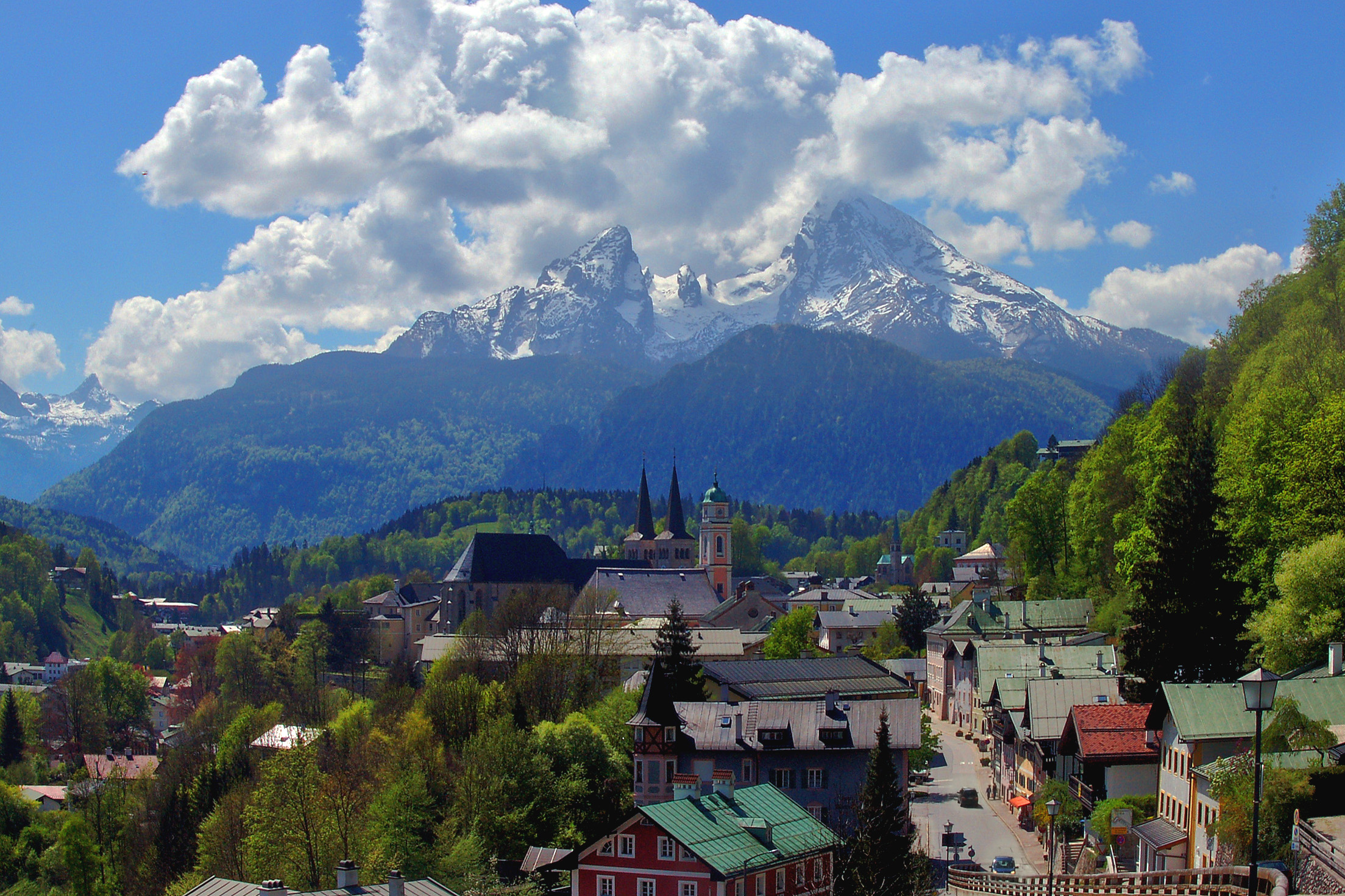
The Watzmann from Berchtesgaden
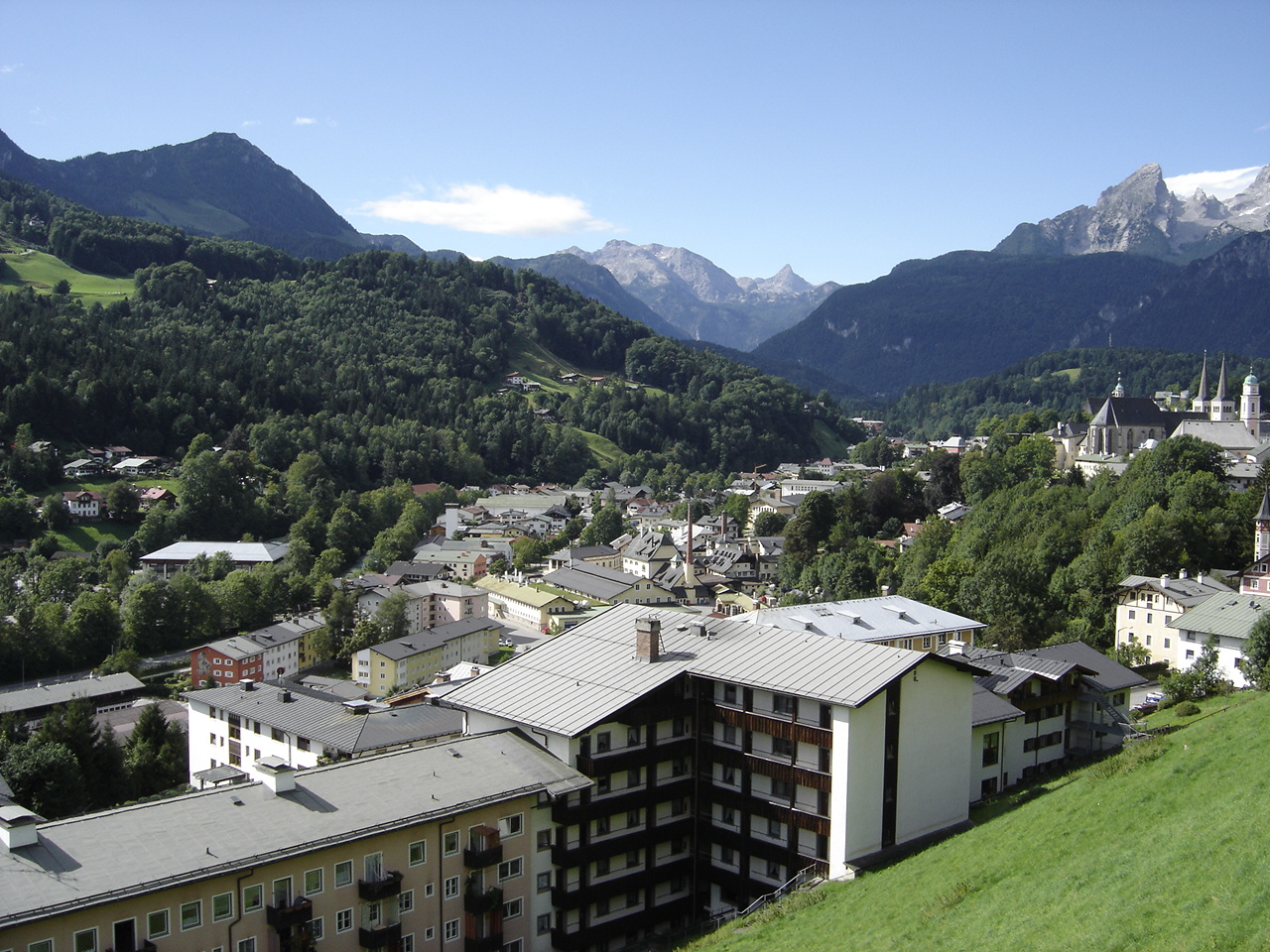
View of Berchtesgaden towards the Königssee